# Schwebach
Schwebach (luxembourgeois : Schweebech) est une section de la commune luxembourgeoise de Saeul située dans le canton de Redange.